# Округ Туеле (Јута)
Туеле (енгл. Tooele County) је округ у америчкој савезној држави Јута. По попису из 2010. године број становника је 58.218.

## Демографија
Према попису становништва из 2010. у округу је живело 58.218 становника, што је 17.483 (42,9%) становника више него 2000. године.
| Група             | 2000.          | 2010.          |
| Белци             | 34.497 (84,7%) | 49.174 (84,5%) |
| Афроамериканци    | 521 (1,3%)     | 406 (0,7%)     |
| Азијати           | 244 (0,6%)     | 374 (0,6%)     |
| Хиспаноамериканци | 4.214 (10,3%)  | 6.661 (11,4%)  |
| Укупно            | 40.735         | 58.218         |